# Steinbach (Eichsfeld)
Pour les articles homonymes, voir Steinbach.
Steinbach est une commune allemande située dans l'arrondissement d'Eichsfeld en Thuringe.

## Géographie

Situation de Steinbach dans l'arrondissement

Steinbach est située dans le nord de l'arrondissement. La ville fait partie de la Communauté d'administration de la Leine et se trouve à 7 km au nord-est de Heilbad Heiligenstadt, le chef-lieu de l'arrondissement.

## Histoire
La première mention du village de Steinbach date de 1297. Depuis le XVIe siècle, la chapelle d'Etzersbach est un lieu de pèlerinage très fréquenté.
Reinholterode a appartenu à l'Électorat de Mayence jusqu'en 1802 et à son incorporation à la province de Saxe dans le royaume de Prusse et l'arrondissement de Worbis.
La commune fut incluse dans la zone d'occupation soviétique après la Seconde Guerre mondiale avant de rejoindre le district d'Erfurt en RDA jusqu'en 1990.
Le 23 septembre 2011, lors de sa visite pastorale en Allemagne, le Pape Benoît XVI a célébré une cérémonie de Vêpres mariales devant 90 000 pèlerins à la chapelle d'Etzelsbach.

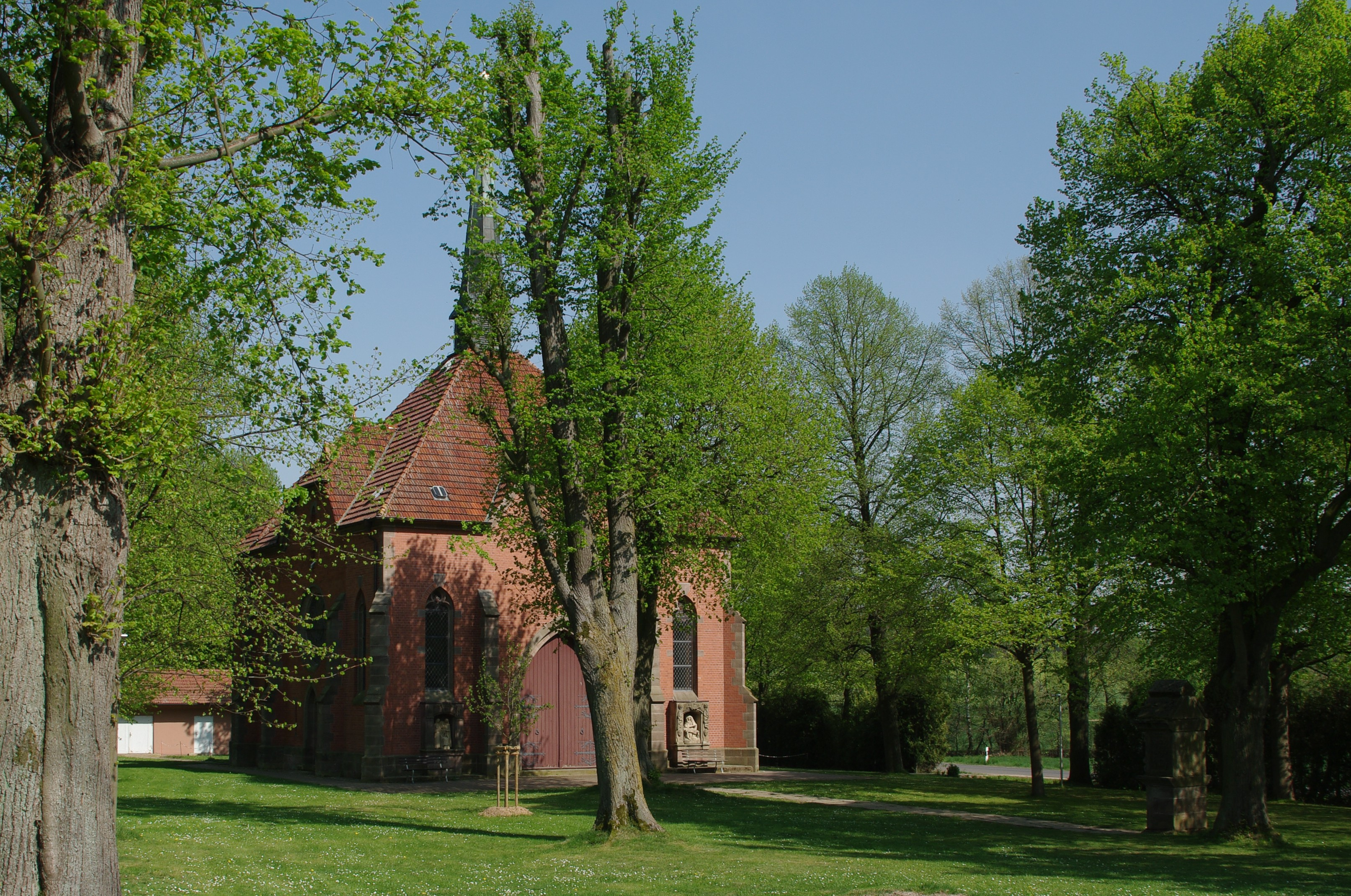
La chapelle de pèlerinage d'Etzelsbach

## Démographie
| 1910 | 1933 | 1939 | 1997 | 2000 | 2004 | 2010 |
| ---- | ---- | ---- | ---- | ---- | ---- | ---- |
| 733  | 766  | 729  | 581  | 590  | 572  | 563  |